# Димитріос Пандермаліс

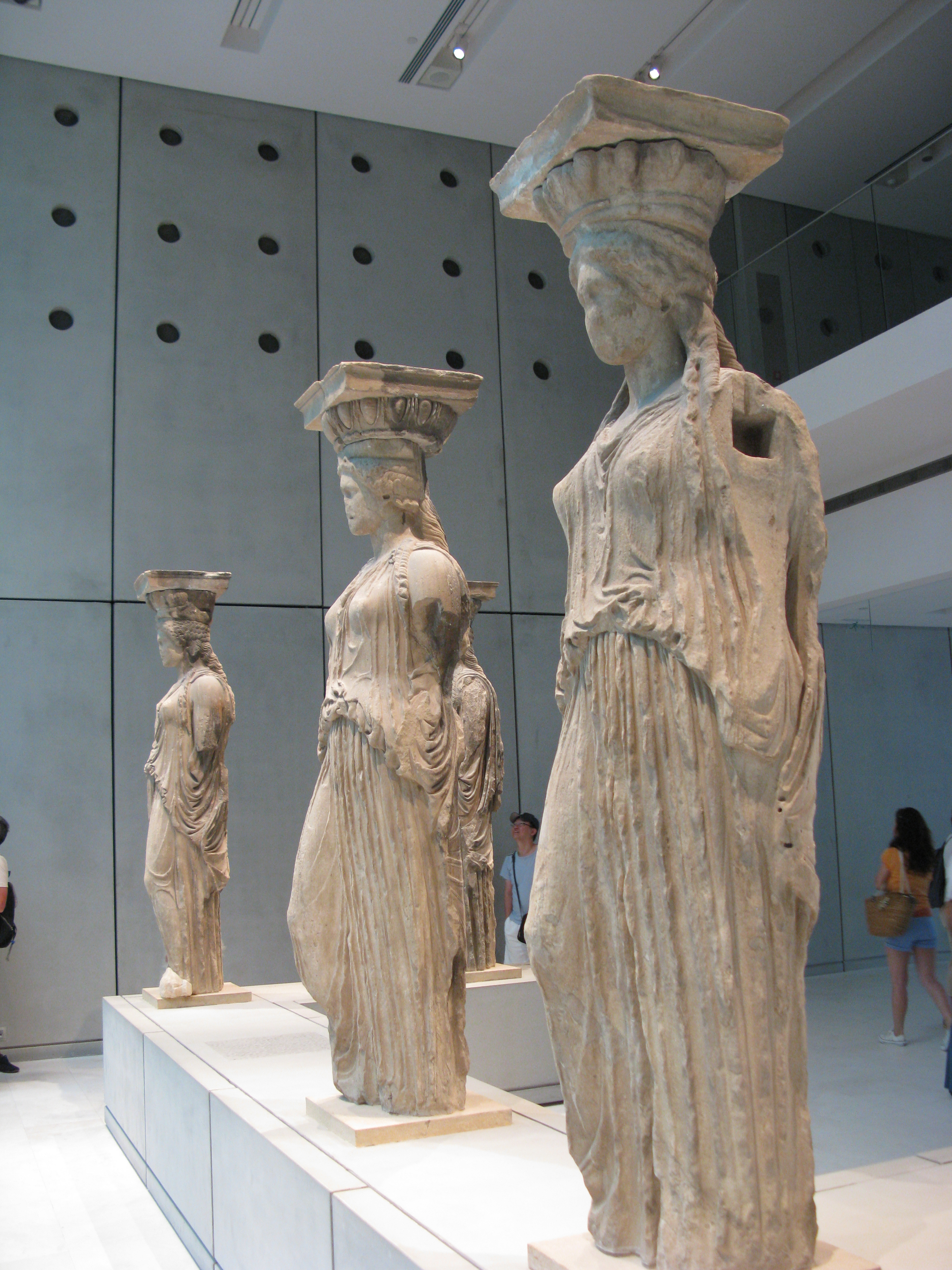
Каріатиди у Новому музеї Акрополя.

Димитріос Пандермаліс (грец. Δημήτριος Παντερμαλής; 1940, Салоніки, Греція — 14 вересня 2022) — відомий грецький археолог, професор Університету Арістотеля в Салоніках. Найбільш відомий як керівник розкопок у стародавньому Діоні у Центральній Македонії та як директор Організації зі створення Нового музею акрополя, а потім директор самого музею.

## Біографія
Пандермаліс народився 1940 року в адміністративному центрі Македонії, місті Салоніки. Освіту здобув на факультеті історії та археології Університету Арістотеля у Салоніках (професори Г. Бакалакіс та Маноліс Андронікос), а потім в Інституті філософії на факультеті німецької мови та філології. Продовжив навчання у Фрайбурзькому університеті у Німеччині, де здобув ступінь доктора у 1968 році.
Димитріос Пандермаліс був президентом Міжнародного фонду «Александр Великий», членом Афінського археологічного товариства та Німецького археологічного товариства у Берліні.
Помер 14 вересня 2022.

## Археологічна робота

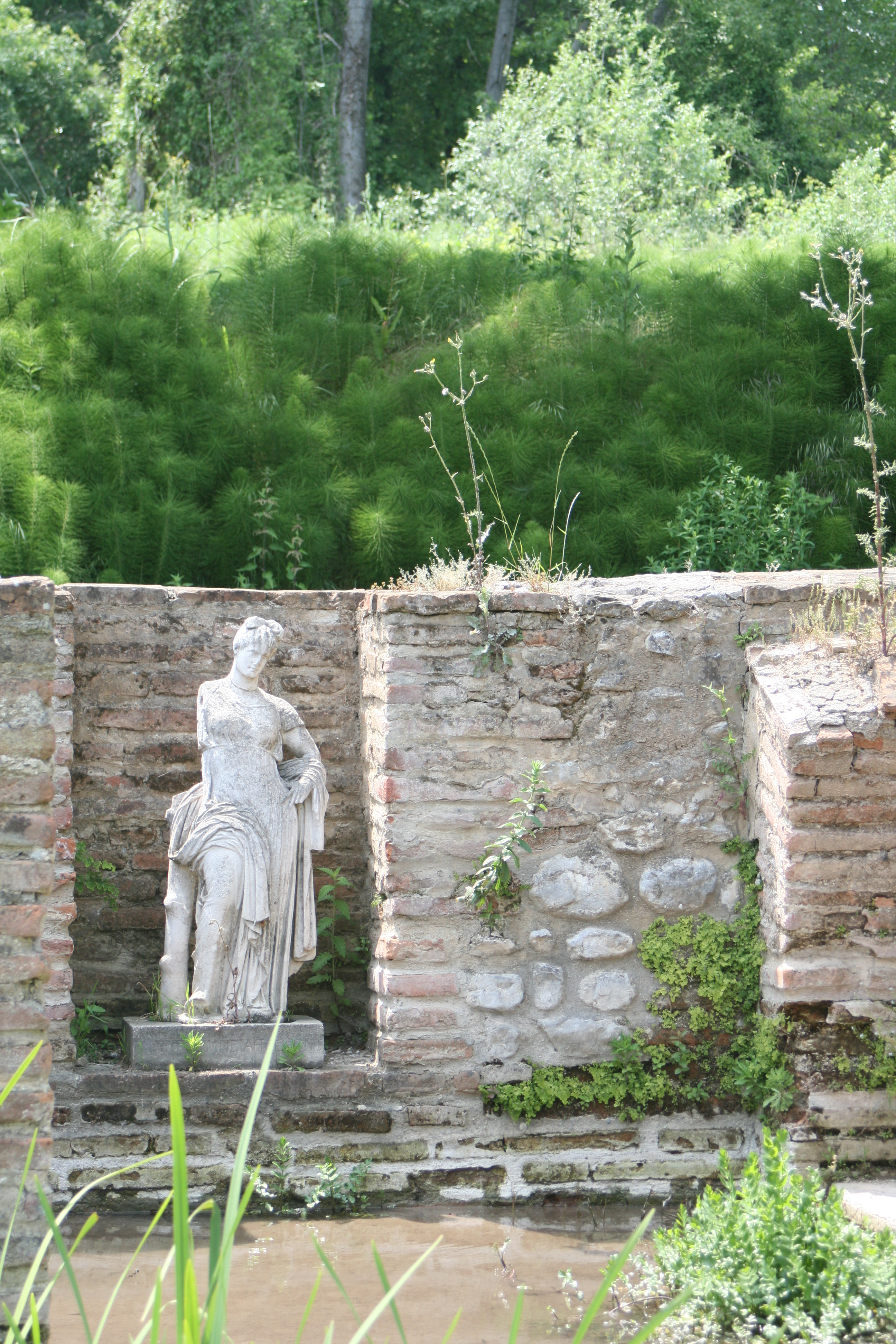
Статуя на археологічному майданчику Діона

З початку 1970-х Пандермаліс був відповідальним Університету Арістотеля у Салоніках за розкопки у стародавньому Діоні, релігійному центрі стародавніх македонян, на північних, македонських, схилах священної для всіх древніх греків гори Олімп (Пієрія). Під керівництвом Пандермаліса були розкопані великі ділянки стародавнього міста та святилищ поза стінами міста, що зробило Діон одним із найзначніших археологічних місць Греції, з безліччю знахідок, які виставлені в місцевому музеї. Значними експонатами є скульптури, які прикрашають сьогодні Археологічний музей Діона й особливо гідравліс (грец. ηύδραυλις), древній водний орган — рідкісна археологічна знахідка.
Діон, разом зі стародавньою столицею македонян Егі (Вергіна), наступною столицею Македонії, містом Пелла, і сьогоднішньою столицею, містом Салоніки, складають історичне та туристичне Кільце Македонії.
Як пише відомий грецький архіолог Маноліс Андронікос у своїй праці «Грецький скарб»:
|  | Знахідки Пелли раніше та знахідки Вергіни, Діона та Сінду сьогодні, однозначно докорінно змінили не лише наші знання, а й позицію щодо македонян та Македонії, яка по суті була невідомою, майже таємничою сторінкою давньої грецької історії. |

Пандермаліс з гумором ставився до ідеологеми, яка виникла у сусідній слов'яномовній країні після Другої світової війни, крім іншого, яка перебуває в більшій своїй частині поза територіальним ядром стародавньої Македонії (див. Пеонія), але намагається узурпувати грецьку історію. Пандермаліс вважав, що питання, яке виникло, підтримує фінансування розкопок грецьким урядом, оскільки археологія є союзником Греції:
|  | Стосовно Історії, я думаю, що питання зі Скоп'є виходить за межі смішного, це питання неймовірно низького рівня і недостойне будь-якого обговорення..... Особисто я вважаю за краще робити свою роботу, і я радий за археологічні відкриття, які з'являються щороку у Македонії. Чи бачите, є щось позитивне, що виникло через цю проблему. |

## Політична діяльність
На виборах 1996 року Пандермаліса обрали депутатом парламенту з всенаціонального бюлетеня від партії Всегрецький соціалістичний рух.

## Праці
- Портрети стратегів класичної епохи (грец. Τα πορτρέτα των στρατηγών της κλασικής εποχής, 1978) — докторська дисертація
- Черепична покрівля палацу Вергіни (грец. Η κεράμωση του ανακτόρου της Βεργίνας, 1985)
- Македонські гробниці Пієрії (грец. Οι μακεδονικοί τάφοι της Πιερίας, 1985)
- Діон: Відкриття (грец. Δίον: Η ανακάλυψη, 2000).